# Bacharach for president, Bruno Maderna Superstar!
Bacharach for president, Bruno Maderna Superstar! è il quarto album dei Maisie,  gruppo musicale pop rock indie italiano nato nel 1995 a Messina, pubblicato nel 2003.
Album della "svolta" pop dei Maisie. Gli arrangiamenti si fanno sempre più complessi e raffinati. Ma il gruppo messinese non rinuncia al suo gusto per la bizzarria e lo sberleffo. Il trombettista Roy Paci, compare in qualità di ospite in due brani: "Flight song #7" e "I am sad".
La label statunitense Acidsoxx realizza una versione americana dell'album.

## Tracklist
1. Listen, it's obsessive!
2. I'm ashamed
3. Flight song #7
4. Guts
5. Ambra and her fans
6. Dancing stone
7. Easy tune for Simon Jeffes
8. Division 6
9. Vigo oh oh
10. Post modern?
11. Post modern!
12. Sipsysolly
13. Candies
14. H.A.A.D.
15. I am not a fucking vegetarian
16. I am sad
17. Sense of speed
18. When I float
19. William Lustig